# Julius Tafel (Chemiker)
Julius Tafel (* 2. Juni 1862 in Choindez (Gemeinde Courrendlin, damals Kanton Bern, Schweiz); † 2. September 1918 in München) war ein deutscher Chemiker und Hochschullehrer.

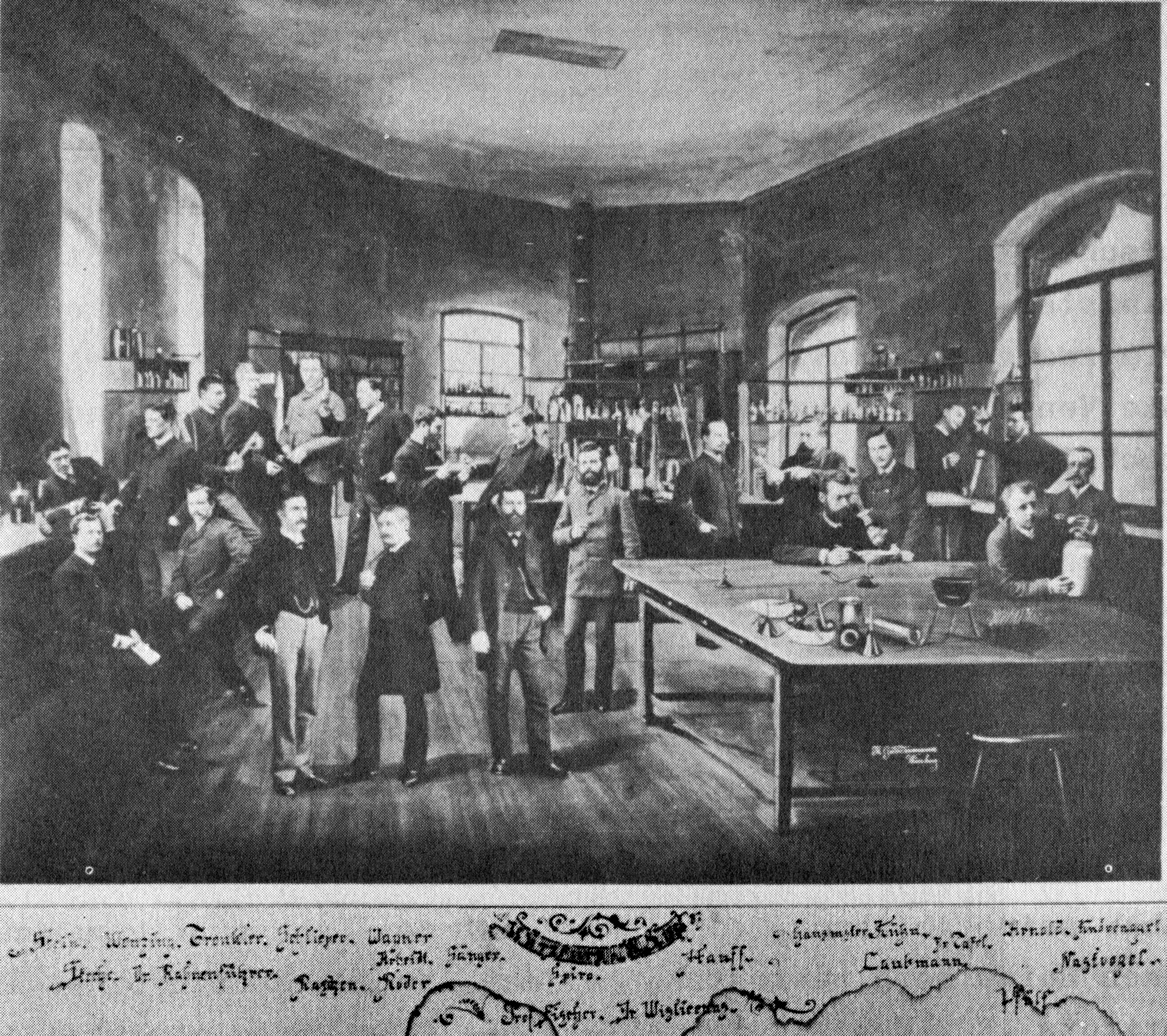
Julius Tafel 1886 bei Emil Fischer im alten Institut in der Maxstraße (vierter von rechts, am Tisch stehend)

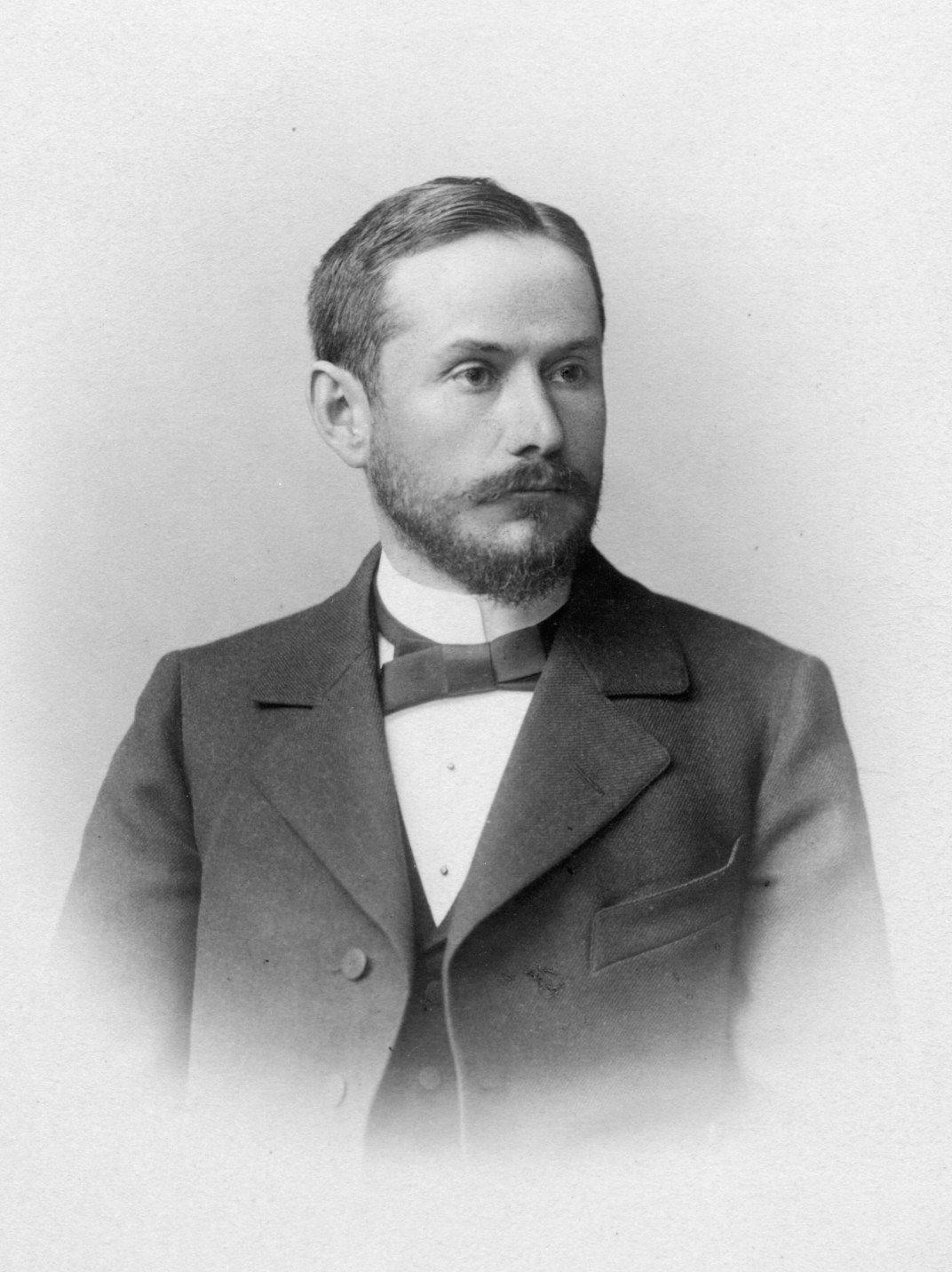
Julius Tafel, ca. 1888

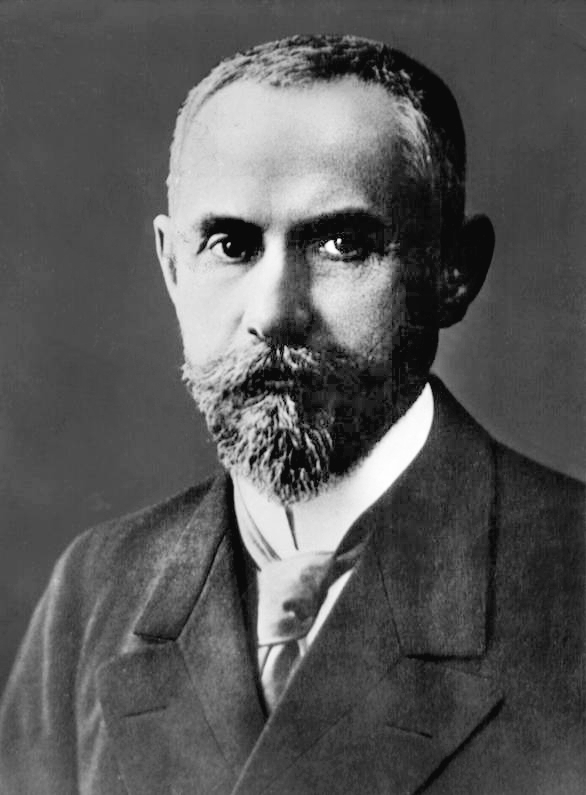
Julius Tafel, ca. 1905

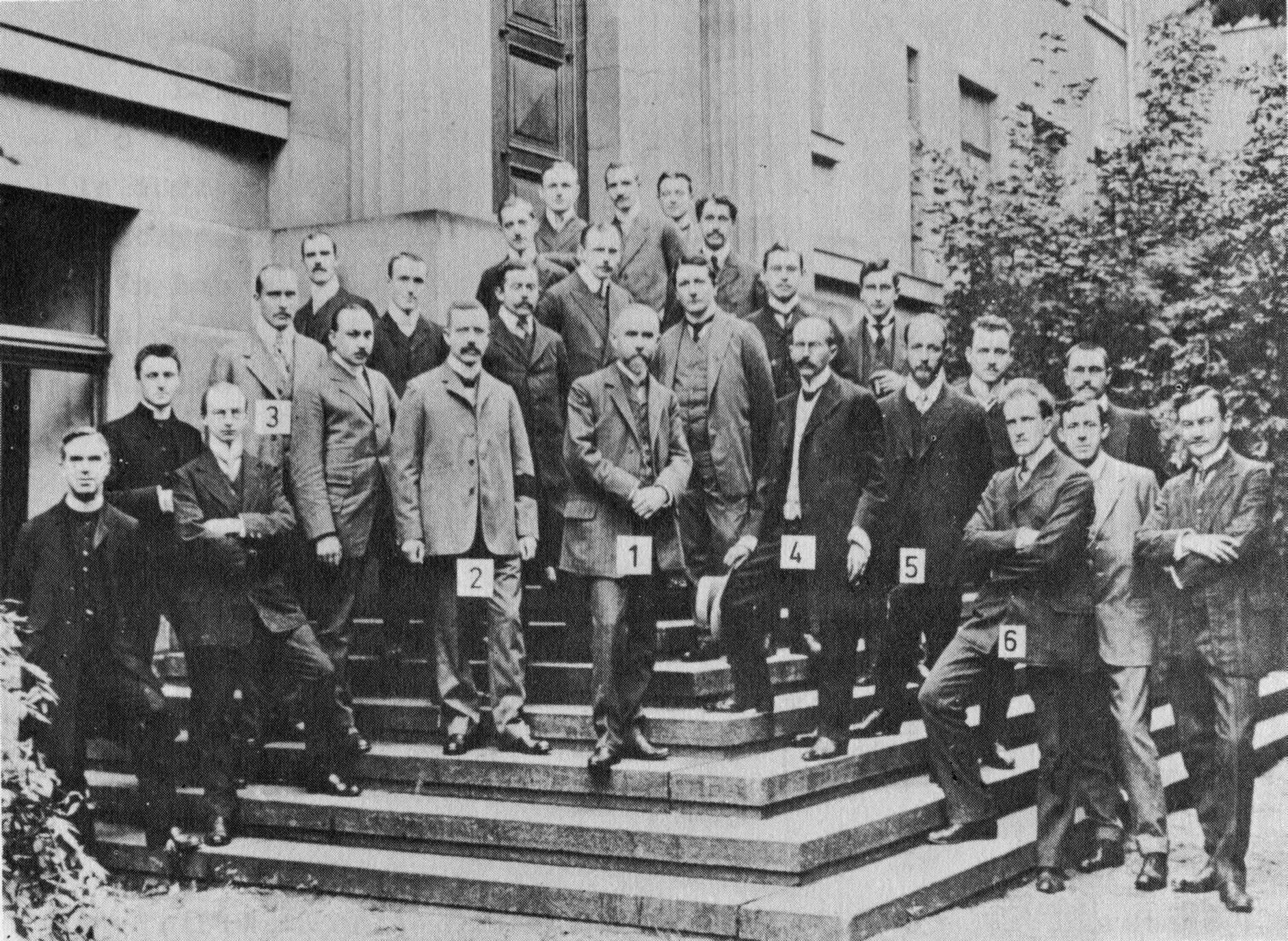
Organische Chemie in Würzburg Dezember 1909

## Werdegang
Tafel war das vierte Kind des Fabrikanten Julius Tafel und seiner Frau Berta, geb. Kinzelbach. Er besuchte in Nürnberg das „Königlich Bayerische Realgymnasien im Kalkstadel“ (heute Willstätter-Gymnasium) und studierte im Anschluss daran in Zürich, München und Erlangen Chemie. 1884 promovierte er bei Emil Fischer und wechselte mit ihm 1885 von Erlangen nach Würzburg. Tafel war maßgeblich an den Arbeiten Fischers zur Synthese der Kohlenhydrate beteiligt. Nach der Habilitation war Tafel seit 1888 als Privatdozent in Würzburg tätig  und wurde 1889 zum Titularprofessor (a.o. Professor) ernannt. Als Nachfolger von Wilhelm Wislicenus wurde Tafel 1902 Extraordinarius für anorganische und analytische Chemie und 1903 als Nachfolger von Arthur Hantzsch Ordinarius und Vorstand des Chemischen Instituts der Universität Würzburg. 1910 musste er sich auf Grund seines schlechten Gesundheitszustandes vom Berufsleben zurückziehen. Sein Nachfolger wurde Eduard Buchner, nachdem Alfred Werner den Ruf an den Lehrstuhl abgelehnt hatte.
Unheilbar krank beging Tafel 1918 in München Suizid.

## Entdeckungen
Folgende Begriffe in der organischen Chemie verdanken ihre Bezeichnung Julius Tafel:
- Tafel-Umlagerung in der organischen Chemie: von Julius Tafel 1907 aufgefundene Gerüstumlagerung bei der elektrolytischen Reduktion von substituierten Acetessigestern in alkoholischer Schwefelsäure an einer Bleikathode.
- Tafelgesetz oder -beziehung: Elektrochemie: bei genügend hoher Überspannung ist der Logarithmus des Stromes eine lineare Funktion der Überspannung (statt Überspannung kann man auch Spannung zwischen der Arbeits- und Bezugselektrode sagen) (Tafel law or relation or relationship).
- Tafelsteigung: Elektrochemie: die Steigung der Auftragung nach (2) (Tafel slope); die Auftragung heißt auf Englisch Tafel line
- Tafelmechanismus: Elektrochemie: in der elektrolytischen Wasserstoffabscheidung der Mechanismus, bei dem zuerst unter Ladungsübergang adsorbierte Wasserstoffatome (MH: M = Metallatom der Elektrodenoberfläche, H = Wasserstoffatom) gebildet werden, die dann katalytisch rekombinieren: 2 MH –> 2 M + H2 (H2 = ein Wasserstoffmolekül). (Tafel mechanism.)
- Elektrokatalyse: Tafel fand insbesondere, dass an Platin die Überspannung für die Wasserstoffabscheidung (einschließlich der Rekombination, siehe 4) gering ist, so dass an einer Platinelektrode in wässriger Lösung nur Wasserstoffabscheidung stattfindet, aber keine Reduktion organischer Stoffe; jedoch an Blei ist die Überspannung für die Wasserstoffabscheidung sehr hoch, so dass, ehe die Wasserstoffabscheidung stattfindet, organische Stoffe reduziert werden können; diese Erkenntnis erlangte er, als er fand, dass Strychnin an Bleielektroden reduziert werden kann, was er zu dessen Strukturaufklärung nutzte. Sofort erforschte er danach diese ganze Materie und wurde so zum Begründer eines Wissenszweiges der Elektrochemie, nämlich der Elektrokatalyse. (Die Katalyse an Metalloberflächen war bekannt, aber die besonderen Verhältnisse an Elektroden = Metalloberflächen in Lösungen, an die eine Spannung angelegt wird, führen zu ganz neuen Möglichkeiten.) Zu seinen Lebzeiten wurden diese Erkenntnisse weithin ignoriert. Er war der Zeit voraus und fand immer wieder Gelegenheit, Lehrbücher dafür zu kritisieren, dass sie keine modernen Gesichtspunkte der Reaktionsgeschwindigkeit darlegten (die “theory of reaction rates”, für die er mit der Tafelgleichung die erste Grundlage gelegt hatte, wurde erst viel später systematisch entwickelt).

## Vorgänger an den chem. Instituten in Würzburg

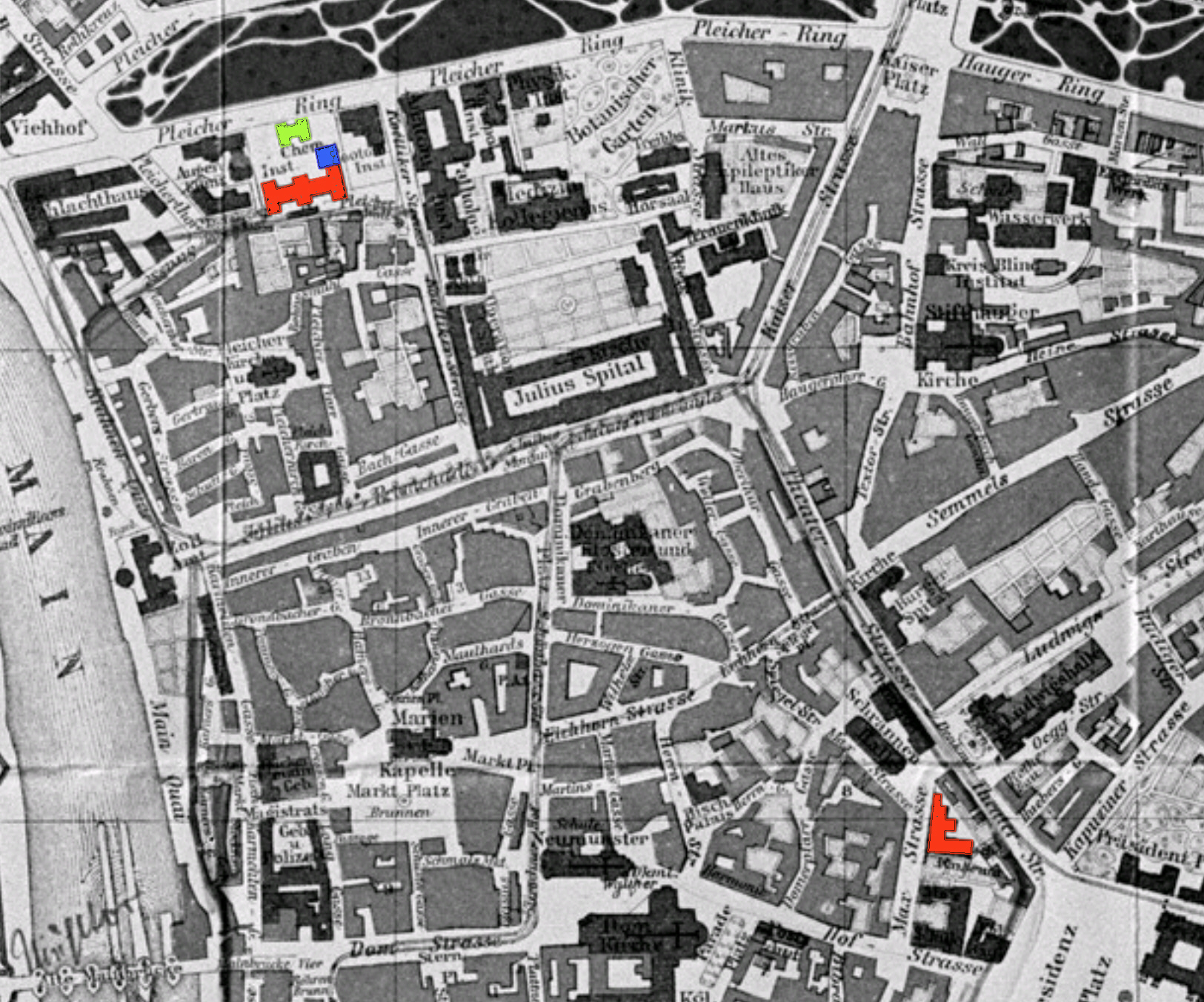

- Johann Joseph von Scherer (1842–1869†; Juliusspital, ab 1867 neues Chemisches Institut in der Maxstr. 4)
- Adolph Strecker (1869-1871†; Chem. Institut in der Maxstr. 4)
- Johannes Wislicenus (1872–1885; Chem. Institut in der Maxstr. 4)
- Emil Fischer (1885–1892; Chem. Institut in der Maxstr. 4)
- Wilhelm Wislicenus (1888–1902; Chem. Institut in der Maxstr. 4)
- Arthur Hantzsch (1893–1903; Chem. Institut in der Maxstr. 4, ab 1896 neues Chem. Inst. am Pleicher Ring 11 – heute Röntgenring)

## Schriften
- „Über Indazol und Chinazol“, Inaugural-Dissertation, Nürnberg, G. Dietz Verlag 1884, 8°
- „Eine neue Darstellungsmethode der Amino-Körper der Fettreihe“, Habilitationsschrift, Würzburg, H.Stütz Verlag, 1888, 8°, 60 S.
- „Über Strychnin, I. Abhandlung“, März 1891.
- „Über Strychnin, II. Abhandlung“, Januar 1892.
- (Heinrich Günter) „Isomere 2,5-Diaminohexane 1892“, Berichte der deutschen chemischen Gesellschaft Volume 28, Issue 1, pages 379–385, Januar–April 1895.
- „Über die sogenannte indirekte Esterbildung. Zeitschrift für physikalische Chemie“, 1896.
- (Gottlieb Fenner) „Über 2-Methylpyrrolidin“, 1898.
- „Reaktionsfähigkeit organischer Ammonium-Salze“, 1898.
- „Über die Polarisation bei kathodischer Wasserstoffentwicklung“. Zeitschrift für physikalische Chemie, 1904.
- (Bruno Emmert) „Über die Ursache der spontanen Depression des Kathodenpotentials bei der Elektrolyse verdünnter Schwefelsäure“. Zeitschrift für physik. Chemie 1905.
- (Hermann Stern) „Über die Diamino-bernsteinsäure Äthylester“. Würzburg, 1905.
- (Paul Lavaczeck) „Über Thio-pyrrolidon“. Universität Würzburg 1905.
- (Bruno Emmert) „Zur Kenntnis der elektrolytischen Reduktion des Succinimids“. Universität Würzburg 1905.
- „Kathodenpotential und elektrolytische Reduktion in schwefelsaurer Lösung“. Sonderabdruck aus der Zeitschrift für Elektrochemie, 1906
- „Eine merkwürdige Bildungsweise von Quecksilberalkylen“. Oktober 1906.
- (Otto Wassmuth) „Über Pyrrolidon“. Berichte der deutschen chemischen Gesellschaft Band 40, Heft 3, S. 2831–2842, Juni–August 1907, Würzburg, Juni 1907.
- (Paul Lavaczeck) ""Über Thio-Pyrrolidon II. 1907.
- (Hans Hahl) „Vollständige Reduktion des Benzyl-Acetessigesters“. Würzburg 1907.
- „Über Zwischenprodukte bei chemischen Reaktionen“. Würzburg 1907.
- (Percy Alfred Houseman) „Zur Kenntnis des Isopurons“. Würzburg, August 1907.
- (Julius Dodt) „Reduktion von Theophyllin und Paraxanthin“. Würzburg 1907.
- (Julius Dodt) „Acidität der Desoxyxanthine“. Würzburg, August 1907.
- (Herbert Bryan Thompson) „Elektrolytische Reduktion der Äthyl-Barbitursäuren“. Oktober 1907
- (Hans Hahl) „Über die elektrolytische Reduktion des Hydroxylamins an Kupferkathoden“. Chemikerzeitung 1908.
- (Rudolf Mayer) „Hydrolyse von Xanthinen und Desoxyxanthinen“. Würzburg 1908.
- (Wilhelm Jürgens) „Darstellung von Kohlenwasserstoffen durch die elektrolytische Reduktion von Acetessigestern“, Würzburg Juni 1909.
- (Edward P. Frankland) „Diaminosäuren aus Desoxyxanthinen“, Würzburg August 1909.
- „Elektrolytische Reduktion von Isoamyl-methyl-Keton zu Isoheptan.“
- „Ungesättigte Bleialkyle, Universität Würzburg“, Januar 1911.
- (August Herterich) 	„1-Methyl-desoxyxanthin Universität Würzburg“, April 1911.
- (Wilhelm Schepss) „Über die elektrolytische Reduktion von Anisaldehyd.“ Universität Würzburg, Juli 1911.
- „Bildung metallorganischer Verbindungen bei der elektrolytischen Reduktion“, November 1912.